# Callithomia elvira
Callithomia elvira är en fjärilsart som beskrevs av Gustav Weymer 1899. Callithomia elvira ingår i släktet Callithomia och familjen praktfjärilar. Inga underarter finns listade i Catalogue of Life.